# BG Canis Minoris
BG Canis Majoris är en dubbelstjärna i den norra delen av stjärnbilden Lilla hunden. Den har en genomsnittlig skenbar magnitud av ca 14,5 och kräver ett kraftfullt teleskop för att kunna observeras. Baserat på parallax enligt Gaia Data Release 3 på ca 1,12 mas, beräknas den befinna sig på ett avstånd på ca 2 900 ljusår (ca 890 parsek) från solen. Den rör sig bort från solen med en heliocentrisk radialhastighet på 55 km/s.

## Egenskaper
Primärstjärnan BG Canis Minoris A är en vit dvärgstjärna, som har en massa av ca 0,78 solmassa, medan följeslagarens är ca 0,38 solmassa.

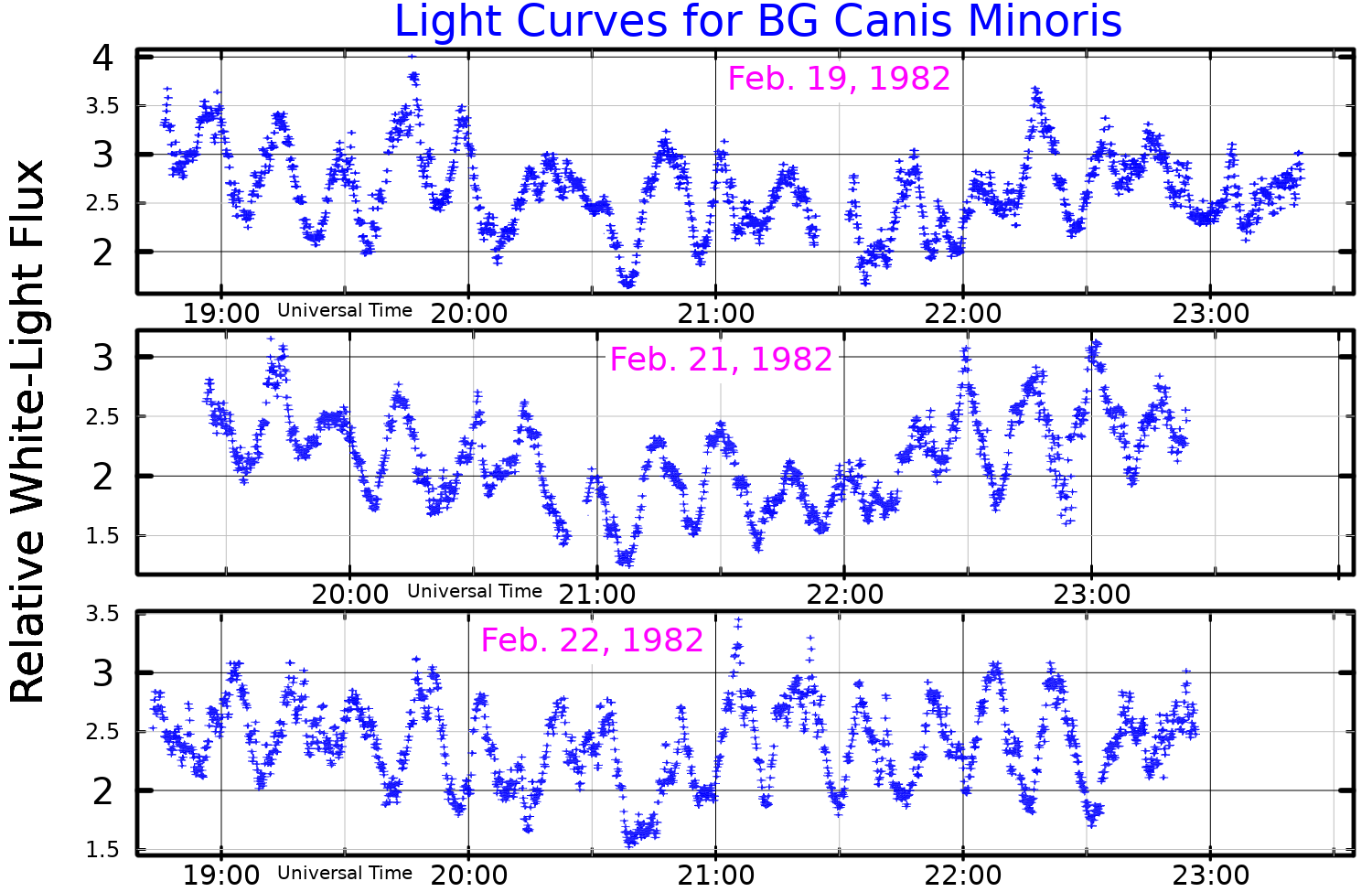
Ljuskurvor för BG Canis Minoris, anpassad från McHardy et al. (1984).

År 1981 införde I.M. McHardy et al. röntgenkällan '3A 0729+103' i deras Ariel 5-satellit 3A-katalog. Teamet använde en lokaliserad sökning av dessa koordinater med Einstein-observatoriet för att isolera en röntgenkälla på platsen för en blåfärgad stjärna med en visuell magnitud på 14,5. Ljuskurvan för denna stjärna visade sig vara ganska lik andra mellanliggande polarer som hade identifierats som röntgenkällor. Den totala luminositetsvariationen hos 3A 0729+103 matchade en dubbelstjärna med en omloppsperiod på 194,1 minuter. Den har även en snabbare variation med en period på 913 sekunder, vilket tolkades som relaterat till en spin-period.
Standardmodellen för denna kategori av variabel stjärna består av en magnetiserad vit dvärg i en snäv omloppsbana med en sval följeslagare i huvudserien. Roche-loben hos följeslagaren svämmar över och en ström av materia faller på en ackretionsskiva i omloppsbana kring primärstjärnan. Röntgenobservationer med EXOSAT-observatoriet 1984–1985 visade att det finns två emissionsregioner. En av dessa tros vara vid den vita dvärgens magnetiska poler, medan den andra är belägen där ansamlingsströmmen träffar den vita dvärgens magnetosfär. Emissionen vid polen förmörkas delvis av den vita dvärgens rotation.
År 1987 upptäcktes cyklotronstrålning baserat på den cirkulära polariseringen av dess nära infraröda strålning, den första avgörande identifieringen av detta beteende för en mellanpolär. Denna emission bekräftade modellen av en magnetisk vit dvärg som samlar massa. Mätningar antydde en magnetfältstyrka på 2 - 6 MG. Förändringar i rotationsperioden över tiden tyder på att den vita dvärgen långsamt varvas upp på grund av vridmoment från ansamlad materia.